# Кейт Гадсон
Кейт Ґе́ррі Га́дсон (англ. Kate Garry Hudson; нар. 19 квітня 1979, Лос-Анджелес, США) — американська акторка, а також модель.

## Біографічні відомості
Донька співака Білла Гадсона та акторки Ґолді Гоун. Серед предків матері були єврейські іммігранти з Угорщини, а у предків батька були італійське та англійське коріння. Невдовзі після народження дівчинки батько-мати розлучилися: Кейт ще не було й двох років, а її старшому братикові Оліверу тільки виповнилося чотири. Батька їм замінив через кілька років Курт Рассел, вдячні діти котрого й досі звуть татом. Сама Голді, яка обпеклася на двох невдалих шлюбах, за Курта так і не вийшла — попри їх стосунки протягом чверть століття, та ще одну, спільну дитину.. У 1997 році закінчила школу в місті Санта-Моніка; опісля в Нью-Йоркському університеті вона надала перевагу акторській кар'єрі.

## Початки в кіно
Уперше Кейт з'явилася у кіно в 1998 році в фільмах «Пустельний смуток» Моргана Фрімана і «Річка Рікошет». Наступним фільмом стала комедія «200 цигарок». У 2000 році Гадсон зіграла у фільмі Камерона Кроу «Майже знамениті» — роль у цьому фільмі зробила її відомою та принесла багато нагород, серед яких Золотий глобус, і номінацій, в тому числі на «Оскар».
Кемерон справді дав чудовий шанс Кейт і вона ним вміло скористалася. Разом з новим тисячоліттям у неї розпочалось в прямому значенні нове життя: окрім професійного прориву 2000-й рік став для Кейт переломним і в особистому плані. Саме цього року вона познайомилася зі співаком Крісом Робінсоном — солістом гурту «Black Crowes». Молодята, недовго роздумуючи, побралися напередодні нового року в одній із церков Ерлінґтону в штаті Колорадо.
Кейт старанно шукала більш цікаві й багатообіцяючі ролі, але коли їй запропонували роль подружки «Людини-павука» вона відмовилася від роботи в коміксі і вирішила спробувати себе в історичному жанрі — екранізації режисером Шекгаром Капуром роману «Чотири пера» А. Е. В. Мейсона, де Кейт зіграла роль нареченої офіцера Гаррі Фавершема у виконанні Гіта Леджера. Час показав, що з точки зору прибутків та слави Кейт абсолютно програла у виборі.
Наступним фільмом стала комедія «Як позбутися хлопця за 10 днів» (2003), у якій зіграв Меттью Мак-Конегі та яка зібрала в прокаті більш ніж $120 млн. Виконавицю головної ролі було номіновано на премію «MTV Movie Award» — і популярність та слава знову наздогнали Кейт. Потім Гадсон знялася в комедіях «Алекс та Емма» (2003) та «Модна матуся» (2004). Згодом «екранна матуся» стала справжньою матір'ю: 7 січня Кейт народила сина, якого назвали Райдер Рассел Робінсон.
Утім молода мати недовго відпочивала вдома з малям — на квітень було заплановано розпочати зйомки чергового фільму, на який було укладено контракт ще до вагітності, тож Кейт довелося добряче попрацювати над собою, щоб схуднути і повернути своєму тілу колишні форми — а це було дуже нелегко, адже потрібно було піклуватися і про немовля. Проте, Кейт перемогла все і до зйомок триллеру «Ключ від усіх дверей» вже була в чудовій формі зірки різноманітних топів найсексуальніших зірок, в яких вона прописалась давно і надовго. Робота над цією картиною дуже захопила Кейт, адже сама вона, вихована в пошані до різних релігій, вірить в те, що деякі містичні речі справді існують.
У наступній своїй роботі Кейт познайомилася з веселим хлопцем Овеном Вілсоном. Зйомки фільму «Він, я і його друзі», які розпочалися на Гаваях, Кейт пізніше неодноразово згадувала — їй вперше довелось грати серйозну героїню в комедії і це було нелегко, адже коли на знімальному майданчику присутній Вілсон важко зберігати серйозний вираз обличчя. Весела комедія про проблему чоловічого вибору між друзями та коханою зібрала тільки в США понад 75 мільйонів доларів при бюджеті в 54 і сталав найприбутковішим фільмом Кейт.

## Проблеми в особистому житті
У серпні 2006 року Робінсон подав документи до суду, пославшись на «непримиренні розбіжності» — шлюборозривний процес тягнувся до 2007 року, коли нарешті все було остаточно оформлено й узгоджено. Жовта преса писала, що причиною став зв'язок Кейт з Вілсоном, втім вони недовго були разом — через деякий час шпальти усіх газет облетіла надзвичайна для Голлівуду новина: через розлучення з Кейт молодий і успішний веселун Вілсон намагався вкоротити собі віку перерізавши на руках вени.

## Подальша кінокар'єра
У 2008 році вийшов на екрани фільм з Кейт Гадсон — «Золото дурнів», де вона знову зіграла з Метью Макконахі.
У 2009 на екрани вийшли одразу чотири нових фільми з Кейт, як завжди різножанрові. Це був ще один ромком «Війна наречених», в якому Кейт воювала з героїнею Енн Гетевей за спільних з нею друзів через призначення своїх весіль на один день, біографічна стрічка «Великі очі» про успіхи та проблеми відомої в середині минулого століття художниці Маргарет Кейн, та психологічна драма «Мрія про червоний маєток», де Кейт доведеться зіграти ідеалістичного фотокореспондента, переконання якого проходять випробовування китайською революцією 1949 року..
Але справжнім успіхом Кейт можна вважати фільм «Дев'ять», який може стати найголовнішим в її кар'єрі. В цій сучасній адаптації стрічки великого Фелліні «Вісім з половиною» Кейт зіграла з такими зірками, як Ніколь Кідман, Денієл Дей-Льюїс, Джуді Денч, Пенелопа Круз, Маріон Котіяр та Софі Лорен.

## Фільмографія
| Рік       |    | Українська назва                  | Оригінальна назва                 | Роль                                           |
| --------- | -- | --------------------------------- | --------------------------------- | ---------------------------------------------- |
| 1996      | с  | Нас п'ятеро                       | Party of Five                     | Корі (епізод «Spring Breaks: Part 1»)          |
| 1996      | с  | EZ Streets                        | EZ Streets                        | Ларрейн (епізод «Neither Have I Wings to Fly») |
| 1998      | ф  | Пустельна туга                    | Desert Blue                       | Скай Девідсон                                  |
| 1999      | ф  | 200 цигарок                       | 200 Cigarettes                    | Сінді                                          |
| 2000      | ф  | Про Адама                         | About Adam                        | Люсі Оуенс                                     |
| 2000      | ф  | Плітка                            | Gossip                            | Наомі Престон                                  |
| 2000      | ф  | Майже знамениті                   | Almost Famous                     | Пенні Лейн                                     |
| 2000      | с  | Суботнього вечора в прямому ефірі | SNL                               | гість (епізод «Kate Hudson / Radiohead»)       |
| 2000      | ф  | Доктор «Т» і його жінки           | Dr. T & the Women                 | Ді Ді Тревіс                                   |
| 2002      | ф  | Чотири пера                       | The Four Feathers                 | Етна Юстас                                     |
| 2003      | ф  | Розлучення                        | Le Divorce                        | Ізабель Волкер                                 |
| 2003      | ф  | Алекс та Емма                     | Alex and Emma                     | Емма                                           |
| 2003      | ф  | Як позбутися хлопця за 10 днів    | How to Lose a Guy in 10 Days      | Енді Андерсон                                  |
| 2004      | ф  | Модна матуся                      | Raising Helen                     | Хелен Харріс                                   |
| 2005      | ф  | Ключ від усіх дверей              | The Skeleton Key                  | Керолайн                                       |
| 2006      | ф  | Він, я і його друзі               | You, Me and Dupree                | Моллі Томпсон Пітерсон                         |
| 2008      | ф  | Золото дурнів                     | Fool's Gold                       | Тесс Фіннеган                                  |
| 2008      | ф  | Дівчина мого найкращого друга     | My Best Friend's Girl             | Алексіс                                        |
| 2009      | ф  | Війна наречених                   | Bride Wars                        | Олівія Лернер                                  |
| 2009      | ф  | Дев'ять                           | Nine                              | Стефані                                        |
| 2010      | ф  | Убивця всередині мене             | The Killer Inside Me              | Емі Стентон                                    |
| 2011      | ф  | Головне – не боятися!             | A Little Bit of Heaven            | Марлі Корбетт                                  |
| 2011      | ф  | Наречений напрокат                | Something Borrowed                | Дарсі Рон                                      |
| 2012—2013 | с  | Хор                               | Glee                              | Кассандра (5 епізодів)                         |
| 2013      | ф  | Фундаменталіст мимоволі           | The Reluctant Fundamentalist      | Еріка                                          |
| 2014      | ф  | Хотів би я бути тут               | Wish I Was Here                   | Сара Блум                                      |
| 2014      | ф  | Хороші люди                       | Good People                       | Анна Райт                                      |
| 2015      | ф  | Рок на Сході                      | Rock the Kasbah                   | Мерсі                                          |
| 2016      | мф | Панда Кунг-Фу 3                   | Kung Fu Panda 3                   | Мей Мей (голос)                                |
| 2016      | ф  | Нестерпні леді                    | Mother's Day                      | Джессі                                         |
| 2016      | ф  | Глибоководний горизонт            | Deepwater Horizon                 | Фелісія Вільямс                                |
| 2017      | ф  | Маршалл                           | Marshall                          | Елеанор Страбінґ                               |
| 2021      | ф  | Музика                            | Music                             | Зу                                             |
| 2021      | ф  | Мона Ліза і кривавий місяць       | Mona Lisa and the Blood Moon      | Бонні Белл                                     |
| 2022      | ф  | Ножі наголо: Скляна цибуля        | Glass Onion: A Knives Out Mystery | Берді Джей                                     |
| 2022      | ф  | Маленька невинна брехня           | A Little White Lie                | Сімона Клірі                                   |
| 2024      | ф  |                                   | Shell                             | Зої Шеннон                                     |
| 2025      | ф  |                                   | Song Sung Blue                    | Клер Сардіна                                   |
| 2025      | с  | Плеймейкерка                      | Running Point                     | Айла Ґордон (10 епізодів)                      |

### Інтерв'ю
- yourMovies.com.au interview 2006(англ.)
- MQ7.net interview 2005(англ.)
- LA Family interview 2005(англ.)
- Style.com interview 2003 [Архівовано 25 жовтня 2007 у Wayback Machine.](англ.)